# Emily Siedeberg
Emily Siedeberg, född 1873, död 1968, var en nyzeeländsk läkare.
Hon blev 1896 den första kvinnliga läkaren i sitt land. 
Hon var 1928 sitt lands delegat till Pan-Pacific Women's Conference.